# Tiếng Serbia
Tiếng Serbia (српски / srpski, phát âm [sr̩̂pskiː]) là một dạng chuẩn hóa tiếng Serbia-Croatia, chủ yếu được người Serb nói. Đây là ngôn ngữ chính thức của Serbia, lãnh thổ Kosovo, và là một trong ba ngôn ngữ chính thức của Bosna và Herzegovina. Thêm vào đó, đây là ngôn ngữ được công nhận ở Montenegro, nơi nó được nói bởi phần đông dân cư, cũng như ở Croatia, Macedonia, România, Hungary, Slovakia, và Cộng hòa Séc.
Tiếng Serbia dựa trên phương ngữ đông người nói nhất của tiếng Serbia-Croatia, tên Shtokavia (chính xác là dựa trên tiểu phương ngữ Šumadija-Vojvodina và Đông Herzegovina), mà cũng là cơ sở cho tiếng Croatia, tiếng Bosna, và tiếng Montenegro chuẩn. Một phương ngữ khác của người Serbia là Torlak ở miền đông nam Serbia, phương ngữ chuyển tiếp tới tiếng Macedonia và tiếng Bulgaria
Tiếng Serbia là ngôn ngữ châu Âu duy nhất mà người nói dùng thông thạo hai hệ chữ viết: cả chữ Kirin lẫn chữ Latinh. Bảng chữ cái Kirin tiếng Serbia được lập ra bởi nhà ngôn ngữ học Vuk Karadžić năm 1814. Bảng chữ cái Latinh được Ljudevit Gaj lập ra năm 1830.

## Hệ thống chữ viết
Tiếng Serbia (chữ Kirin) tương tự như bảng chữ cái Kirin trong tiếng Nga.